# Isaiah Martinez
Isaiah Alexander Martinez (ur. 2 września 1994) – amerykański zapaśnik walczący w stylu wolnym. Trzeci w Pucharze Świata w 2019 roku.
Zawodnik Lemoore High School i University of Illinois. Cztery razy All-American (2015 – 2018) w NCAA Division I; pierwszy w 2015 i 2016; drugi w 2017 i 2018 roku.